# Attalea attaleoides
Attalea attaleoides là loài thực vật có hoa thuộc họ Arecaceae. Loài này được (Barb.Rodr.) Wess.Boer mô tả khoa học đầu tiên năm 1965.